# إنجين هيبيليري
إنجين هيبيليري (بالتركية: Engin Hepileri) ( من مواليد 3 مارس 1978 في إسطنبول، تركيا) هو ممثل ومخرج مسرحي تركي. بدأ بالظهور في مسرحيات مختلفة. عام 2008 بدأ العمل كمخرج مسرحي وعمل لفترة وجيزة أيضًا كمقدّم برامج تلفزيونية على قناة تي آر تي 1 حيث قدم البرنامج التلفزيوني قرص العسل الذهبي.

## وصلات خارجية
- إنجين هيبيليري على موقع IMDb (الإنجليزية)
- إنجين هيبيليري على موقع ألو سيني (الفرنسية)
- إنجين هيبيليري على موقع قاعدة بيانات الفيلم (الإنجليزية)
- إنجين هيبيليري على موقع كينوبويسك (الروسية)